# Campana extractora
Una  campana extractora, o  campana d'aspiració, és un aparell concebut per a aspirar l'aire carregat de vapor, olors, fum i greixos damunt una cuina o un altre equip que genera fums i segons els casos evacuar-lo o netejar-lo i reciclar-lo. Fins als anys 1970 només s'utilitzaven en grans cuïnes professionals, però a poc a poc va evolucionar vers un electrodomèstic omnipresent.

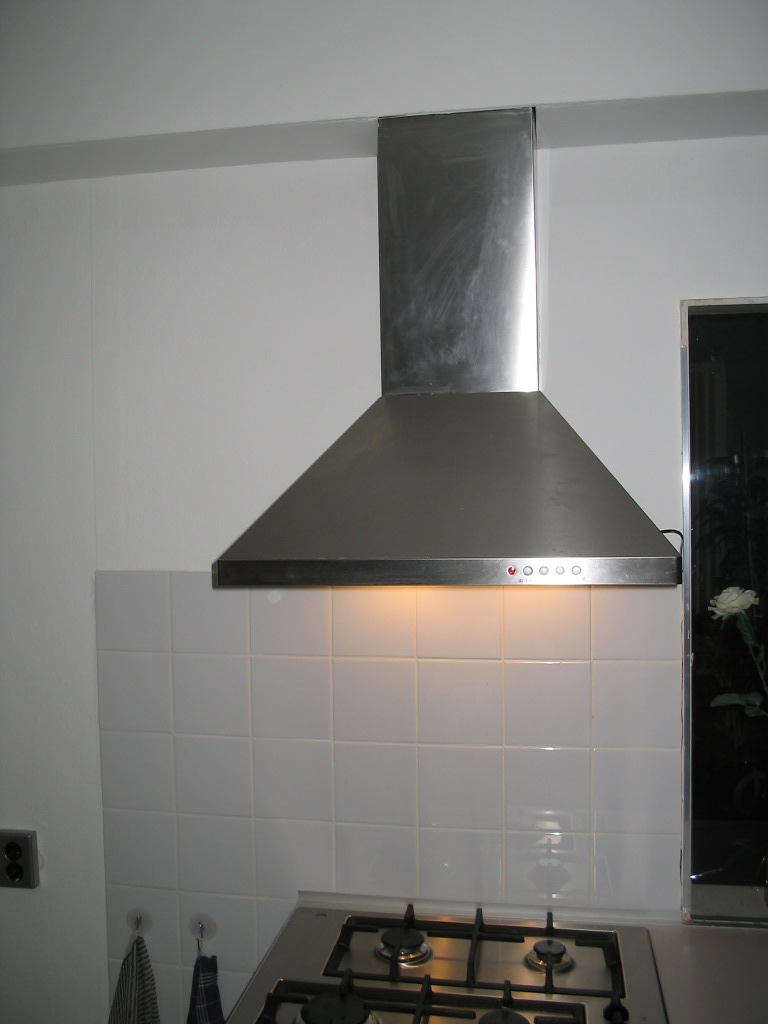
Campana d'acer inoxidable

En les cases tradicionals l'aire s'evacuava pel tiratge sota les campanes passives per l'efecte de xemeneia. A poc a poc s'hi van afegir ventiladors o extractors actives per a accelerar l'evacuació o permetre l'evacuació en immobles de pisos als quals no era possible crear un efecte de xemeneia suficient. A més, en desconnectar-les quan no es cuina es tanca la vàlvula i s'eviten les pèrdues de calor.
Hi ha dos tipus: per extracció i per recirculació. Els primers extrauen l'aire cap a l'exterior via un conducte, generalment en passar primer a través un filtre o més filtres (per evitar que el conducte s'engreixini i per absorbir els olors); els segons filtren l'aire i el fan recircular al local. La segona solució s'aplica per estalviar energia en l'estació freda o en immobles de pisos on és difícil o massa costós construir un canal d'extracció vers l'exterior. Generalment s'hi incorpora la il·luminació.
A més de la il·luminació s'hi poden afegir sistemes de reducció de soroll, control electrònic o remot, sensor de grau de pol·lució dels filtres, integració al sistema de domòtica. L'aparellament pot ser tant divers com els gusts o la inspiració dels dissenyadors.